# Keravnós
Le Keravnós est un destroyer de classe V1 construit entre 1911 et 1912 dans les chantiers navals Vulcan AG de Stettin et en service dans la marine royale hellénique de 1912 à 1919.

## Historique
Sur le point de s’engager en 1912 dans la première guerre balkanique contre l’Empire ottoman au sein de la ligue balkanique, la Grèce est confronté au problème de la faiblesse de sa marine. Celle-ci compte en effet peu de navires, la plupart étant en outre obsolètes. Elle commande alors plusieurs unités aux chantiers navals Vulcan AG de Stettin. De son côté, l’Empire allemand, cherchant à accroître son influence dans la région, facilite la demande grecque en autorisant en juillet 1912 la vente immédiate de deux destroyers de la classe V1, les V5 et V6. Ceux-ci ont été commandés par la marine impériale en 1911 et ont eu leur quille posée la même année. Le V5 est lancé en février 1912 et achevé en 1913.
Le V5 devient ainsi le Keravnós et entre en service peu de temps après dans la marine hellénique, tandis que le V6 devient le Nea Genea. Les deux navires sont reconstruits en 1918 avant d’être retirés du service en 1923. Ils sont démantelés au plus tard en 1927.

## Caractéristiques
Le Keravnós est semblable aux autres destroyers de la classe V1, eux-mêmes étant typiques des destroyers allemands de l’époque. D’une longueur de 74 m pour 8 m de large, le navire déplace 750 t et a un tirant d’eau de 3,2 m. Il comporte un château avant surélevé se prolongeant presque jusqu’à la passerelle. Après la refonte de 1918, celle-ci est surmontée d’un mât radio. l’équipage est de 83 hommes.
La propulsion est assurée par une turbine AEG-Curtis de 17 000 shp sur deux arbres. Celle-ci lui permet d’atteindre initialement une vitesse maximale 32,5 kn, mais celle-ci est réduite à environ 26 kn après la refonte de 1918. Avant son transfert à la marine grecque, le V5 est armé de quatre tubes lance-torpilles de 50 mm. Celle-ci en fait retirer deux et les remplace par deux canons de 88 mm. 